# Michael-Faraday-Preis
Der  Michael Faraday Prize der Royal Society wird seit 1986 jährlich für die öffentliche Darstellung wissenschaftlicher Erkenntnisse in Großbritannien verliehen. Er ist mit einer Silbermedaille verbunden und ist mit 2500 Pfund dotiert. Der Preisträger hält im Januar des folgenden Jahres eine Vorlesung, auf der die Medaille verliehen wird. Er ist nach dem Physiker Michael Faraday benannt, der bekannt für seine öffentlichen Vorlesungen war.

## Preisträger
- 1986: Charles Taylor
- 1987: Peter Medawar
- 1988: Erik Christopher Zeeman
- 1989: Colin Blakemore
- 1990: Richard Dawkins
- 1991: George Porter
- 1992: Richard Gregory
- 1993: Ian Fells
- 1994: Walter Bodmer
- 1995: Ian Stewart
- 1996: Steve Jones
- 1997: David C. Phillips
- 1998: Susan Greenfield
- 1999: Robert Winston
- 2000: Lewis Wolpert
- 2001: Harold Kroto
- 2002: Paul Davies
- 2003: David Attenborough
- 2004: Martin Rees
- 2005: Fran Balkwill
- 2006: Richard Fortey
- 2007: Jim Al-Khalili
- 2008: John D. Barrow
- 2009: Marcus du Sautoy
- 2010: Jocelyn Bell Burnell
- 2011: Colin Pillinger
- 2012: Brian Cox
- 2013: Frank Close
- 2014: Andrea Sella
- 2015: Katherine Willis
- 2016: Nick Lane
- 2017: Mark Miodownik
- 2018: Danielle George
- 2019: Martyn Poliakoff
- 2020: David Spiegelhalter
- 2021: Sophie Scott
- 2022: Monica Grady
- 2023: Anil K. Seth
- 2024: Salim Safurdeen Abdool Karim